# Le plus beau métier du monde
Le plus beau métier du monde è un film del 1996 diretto da Gérard Lauzier.